# Steppegras

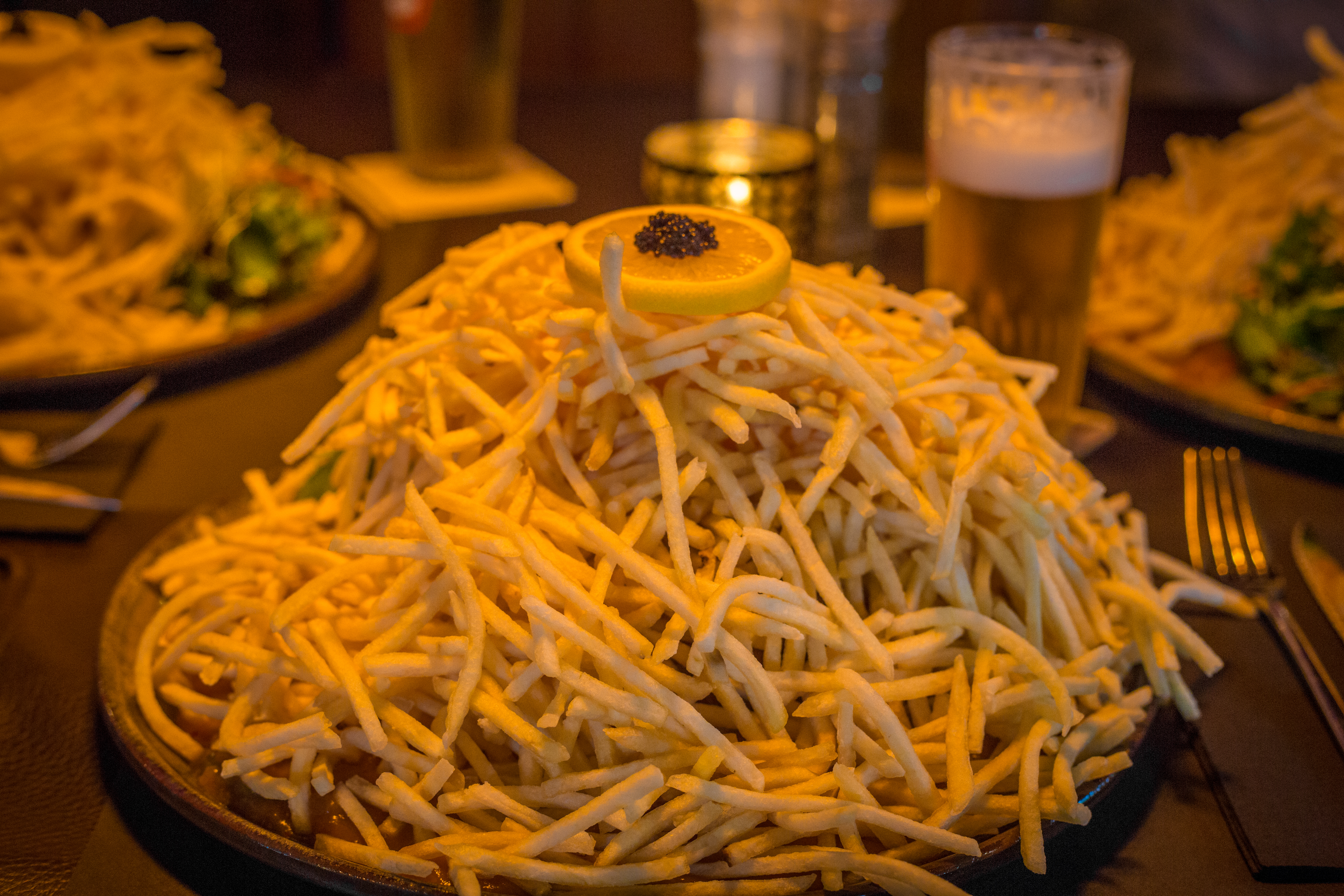
Een steppegras is te herkennen aan de grote berg frieten en het schijfje citroen met kaviaar

Steppegras is een frituur- en brasserieschotel die voornamelijk in de Antwerpse en Limburgse Kempen en in de Nederlandse provincie Noord-Brabant op de menukaart staat. Het is een variant op biefstuk-friet met als voornaamste kenmerk de grote berg dunne frietjes op het bord.
De naam 'steppegras' is een beschermd merk. De naam werd in 1980 gedeponeerd door Jean Ceustermans bij het Antwerpse merkenbureau Bockstael. Het bekende logo werd ook beschermd, maar die registratie is intussen vervallen. Om steppegras te mogen verkopen moeten restauranthouders een licentie aankopen en de schotel als volgt aanbieden: een stuk vlees begieten met een royale portie saus, het geheel bedekken met een grote berg dunne frietjes en afwerken met een schijfje citroen met kaviaar.
In sommige frituren is ook een 'gewoon' pak dunne frietjes te bestellen onder de naam steppegras of een variant erop. Door de populariteit van de schotel zijn namelijk verschillende andere zaken op de kar gesprongen. Zij verkopen steppegras onder namen die er op lijken om de merkwetgeving te omzeilen.

## Geschiedenis
Steppegras werd eind jaren 1960 bedacht in Hotel Quellental (Bielefeld, Duitsland) door chef-kok Jean Ceustermans, als variant op de Belgische klassieker biefstuk-friet. Aangezien de befaamde Russische clown Oleg Popov net op dat moment te gast was in het hotel, doopte hij de schotel 'Steppegras van de taiga'.
De schotel werd pas echt succesvol toen Ceustermans in 1970 terugkeerde naar België en een restaurant opende in Leopoldsburg. Door de dienstplicht liepen er toen heel wat jongemannen rond, voor wie de steppegras het perfecte dronkemansvoer was voor of na het uitgaan.
Toen de dienstplichtigen terugkeerden naar huis namen ze de naam steppegras mee, waardoor het door het principe van merkverwatering ook bekend is geworden als een synoniem voor dunne frietjes zonder meer.

## Recept
Een echte steppegras bestaat uit drie pijlers: het vlees, de saus en de frietjes.
- De keuze van het vlees is vrij: een biefstuk, een kipfilet of een schnitzel.
- De saus is licht pikant en gebaseerd op paprika, augurk en zilveruitjes. Het exacte recept van de originele steppegrassaus blijft een goed bewaard geheim.
- De aardappels moeten gesneden worden op 4 millimeter. Dunner gesneden worden het chips en dikker frietjes. De frietjes worden voor- en afgebakken tot ze knapperig zijn in de mond, maar zacht genoeg om niet te breken op de vork.

Een echte steppegras wordt afgewerkt met een schijfje citroen en kaviaar. Om de schotel betaalbaar te houden wordt de kaviaar vaak vervangen door lompviseieren.